# وتمانشتتن
وتمانشتتن (به آلمانی: Wettmannstätten) یک منطقهٔ مسکونی در اتریش است که در دویچلندسبرگ واقع شده‌است. وتمانشتتن ۱۷٫۹۷ کیلومتر مربع مساحت دارد ۳۲۰ متر بالاتر از سطح دریا واقع شده‌است.